# Leo Sternberg
Leo Sternberg (* 7. Oktober 1876 in Limburg an der Lahn; † 26. Oktober 1937 auf Hvar, Königreich Jugoslawien) war ein deutscher Schriftsteller und Poet.

## Leben
Sternberg war ein Sohn des Limburger Holzgroßhändlers Bernhard Sternberg und dessen Ehefrau Marie, geb. Belmont. Der Vater stammte vom hohen Westerwald, die Mutter aus Alzey. In seiner Heimatstadt absolvierte er den größten Teil seiner schulischen Ausbildung, erwarb das Abitur aber in Wiesbaden.
Sternberg studierte Rechtswissenschaften und Kunstgeschichte in München, Marburg und Berlin. 1903 wurde er Gerichtsreferendar in Rüdesheim am Rhein. Danach war er als Assessor an den Amtsgerichten Hadamar, Rüdesheim, Hechingen, Sigmaringen und ab 1906 in Hachenburg. 1910 erfolgte seine Ernennung zum Amtsrichter. In dieser Funktion arbeitete er drei Jahre lang in Wallmerod. 1913 trat er eine Amtsrichterstelle in Rüdesheim an. Bei seiner ersten Berufsstation in Rüdesheim hatte er Else Mönch kennengelernt, die er 1908 heiratete. Seinem Schwager, dem späteren Kapitän zur See Walter Mönch, widmete Sternberg 1916 sein Balladenbuch Der Heldenring.
Als Sohn einer jüdischen Kaufmannsfamilie trat er 1906 aus der jüdischen Glaubensgemeinschaft aus und 1933 der katholischen Kirche bei. Anhand seines Werks lässt sich eine langsame Hinwendung zum Christentum nachvollziehen. Aufgrund des Berufsbeamtengesetzes wurde er 1934 vom Dienst als Amtsrichter suspendiert, vorzeitig in den Ruhestand versetzt und hatte fortan Schwierigkeiten, seine Werke zu veröffentlichen. Daher sind seine wenigen Publikationen in der NS-Zeit häufig mit dem Pseudonym L.M.S. (= Leo Maria Sternberg) versehen.
1937 reiste Sternberg mit seiner Frau nach Jugoslawien, um Recherchen zu einem Romanprojekt über den Kaiser Diokletian anzustellen. Seine Tochter war bereits zuvor nach Jugoslawien ausgewandert. Wenige Tage nach seiner Ankunft starb er auf der Insel Hvar in Dalmatien und wurde dort beerdigt.
Sein Bruder Hugo Max Sternberg, dessen Frau Lola und die gemeinsame Tochter Lili wurden 1943 in Auschwitz ermordet.

## Werk
Sternberg schuf eine Reihe von kulturhistorischen Werken, die sich hauptsächlich mit seiner Heimat Limburg, dem Nassauer Land sowie dem Rheinland beschäftigen. Dabei ließ er immer wieder Elemente der historischen Fiktion einfließen. Mit Gedichten und Erzählungen war er zwischen 1910 und 1933 einer der beliebtesten Schriftsteller des Mittelrheins. Auch seine lyrischen und belletristischen Arbeiten befassten sich vor allem mit Motiven seiner Heimat. Im 1915 veröffentlichten Gedichtband Der deutsche Krieg und die Dichtung befinden sich drei kriegsverherrlichende Gedichte mit völkischen Anklängen von Leo Sternberg. Das Erleben von Natur, Geschichte und Kunst spielte immer wieder eine Rolle. Die meisten seiner Werke sind heute nur noch antiquarisch zu erwerben, während der Band Limburg als Kunststätte 1984 neu aufgelegt wurde.
Als seine erste Publikation gilt der Lyrikband Leyer, Wanderstab und Sterne aus dem Jahr 1900.
Zudem war er Mitarbeiter der Frankfurter Zeitung. Seine Lyrik erschien unter anderem in den Zeitschriften Die Aktion, Hochland, Der Brenner, Jugend und Der Feuerreiter.

## Auszeichnungen
Eine Limburger Grund-, Haupt- und Realschule ist nach Leo Sternberg benannt.

## Werke
- Leyer, Wanderstab und Sterne. Gedichte. Wiesbaden 1900 (online – Internet Archive)
- Neue Gedichte. Stuttgart 1908 (online – Internet Archive)
- Limburg als Kunststätte. 2. Auflage (3. Abdruck). – Düsseldorf: A. Bagel, 1911, 56 S. 1984 neu aufgelegt durch den Verlag Engelhard, Limburg.
- Der Westerwald. – Düsseldorf: A. Bagel, 1911. 2. verm. Auflage ebenda, 1924. 1997 neu aufgelegt durch den Westerwaldverein Montabaur.
- Die Nassaiische Literatur. Eine Darstellung ihres derzeitigen Standes auf der Grundlage des älteren Schrifttums – Wiesbaden, 1913. 93 S.
- Der Venusberg. Rheinische Geschichten. Berlin 1916 (online – Internet Archive)
- Von Freude Frauen sind genannt. Novellen. Berlin 1919 (online – Internet Archive)
- O, seiet Menschen! Szenen und Dichtungen. Berlin 1921 (online – Internet Archive)
- Der ewige Strom. Rheinische Erzählungen. Dortmund 1922
- Land Nassau. Ein Heimatbuch. Brandstetters Heimatbücher deutscher Landschaften, 26 – Leipzig: Brandstetter 1928, 478 S.
- Der Dom zu Limburg in der Entwicklungsgeschichte der rheinischen Kunst. Mit einem Geleitwort von Gilbert Wellstein. – Limburg: Gebr. Steffen, 1935, 168 S.
- 1937. Letzte Gedichte des Verfolgten. Mainz: Grab, 1990, 30 S., ISBN 3-926080-15-9 (Reihe Regional; Band 2)
- Die Geretteten. Drei Erzählungen. Wiesbaden: Volksbildungsverein Wiesbaden, 1928, 59 S.
- Die Separatisten. Schauspiel. Koblenz: Rheinische Verlagsgesellschaft, 1928. Digitalisat